# 20015 Liguori
20015 Liguori è un asteroide della fascia principale. Scoperto nel 1991, presenta un'orbita caratterizzata da un semiasse maggiore pari a 2,613564 UA e da un'eccentricità di 0,106672, inclinata di 15,262096° rispetto all'eclittica. Ha un diametro di 4,361 km.
Nel maggio del 2024, l'Unione Astronomica Internazionale ha ufficialmente intitolato l'asteroide al fisico e insegnante italiano Domenico Liguori; il profilo del corpo celeste sul portale del Jet Propulsion Laboratory, affiliato alla NASA, è stato aggiornato di conseguenza.